# Чудовисько (фільм, 1903)
«Чудовисько» (фр. Le monstre) — німий короткометражний фільм Жоржа Мельєса. Прем'єра відбулася в США 15 серпня 1903 року, а 28 листопада 2009 року фільм було показано в рамках Португальського кінофестивалю.

## В ролях
- Жорж Мельєс

## Сюжет
Дія відбувається в Єгипті неподалік від Сфінкса. «Єгиптянин» влаштовує виставу перед чужинцем. Принесений ним скелет він убирає в повітряні шати і оживляє. Скелет танцює, в процесі танцю кілька разів трансформуючись. В кінці танцю танцівника накривають покривалом і замість нього з'являється прекрасна дівчина. Чужоземний мандрівник в захваті, він бажає отримати цю красуню. Єгиптянин загортає в покривало дівчину і кидає чужоземцеві. У згортку виявляється скелет. Розлючений гість Єгипту кидається на кривдника.

## Художні особливості
- Довжина плівки — 55 метрів
- Формат — 35 мм

Фільм включено в DVD Georges Melies: First Wizard of Cinema (1896—1913).